# Malin Persson (modell)
Malin Therese Persson, född 26 april 1979 i Osby, är en svensk fotomodell, programledare, bloggare och föreläsare.
Mellan åren 1999 och 2011 bodde Persson i Rom där hon arbetade som fotomodell.
I Rom startade och drev Persson en bar tillsammans med sin dåvarande man Damiano Mazzarella.
2006 var Persson programledare för tredje säsongen av programmet Top Model Sverige.
2015 började Persson som programledare för programmet Trädgårdstisdag som senare bytte namn till Trädgårdstider.